# Divisione Nazionale 1940
La Divisione Nazionale 1940 è stata la 19ª edizione del torneo di primo livello del campionato italiano di hockey su pista. Esso è stato organizzato dalla Federazione Italiana Hockey e Pattinaggio.
Il torneo fu vinto dal Pubblico Impiego per la 9ª volta nella sua storia.

## Avvenimenti
Il torneo del 1940 vide al via otto club. Fu ripristina la formula più collaudata e consono per l'epoca dei gironi iniziali e successiva fase finale. Alla fase finale si qualificarono il Pubblico Impiego, il Borletti, il Civico Monza e il DLF Trieste. Il Pubblico Impiego ebbe la meglio sulle avversarie laureandosi per la nona volta nella sua storia campione d'Italia.

## Squadre partecipanti
| Club             | Stagione | Città   | Stagione precedente         |
| ---------------- | -------- | ------- | --------------------------- |
| Borletti         | dettagli | Milano  | n.a.                        |
| Cattaneo Genova  | dettagli | Genova  | n.a.                        |
| Civico Monza     | dettagli | Monza   | n.a.                        |
| DLF Bologna      | dettagli | Bologna | n.a.                        |
| DLF Trieste      | dettagli | Trieste | In Divisione Nazionale      |
| Magistrato Acque | dettagli | Venezia | n.a.                        |
| Novara           | dettagli | Novara  | In Divisione Nazionale      |
| Pubblico Impiego | dettagli | Trieste | Campione d'Italia in carica |

## Prima fase

### Girone A

#### Risultati
| 1ª giornata  |                         |      |
|              |                         |      |
| 21 set. 1940 | Pubblico Impiego-Novara | 12-4 |
| 21 set. 1940 | Borletti-Cattaneo       | 3-2  |

| 2ª giornata  |                           |      |
|              |                           |      |
| 21 set. 1940 | Pubblico Impiego-Cattaneo | 12-1 |
| 21 set. 1940 | Borletti-Novara           | 11-0 |

| \| 3ª giornata \| \| \| \| \| \| \| \| 21 set. 1940 \| Pubblico Impiego-Borletti \| 7-2 \| \| 21 set. 1940 \| Cattaneo-Novara \| 1-5 \| |                           |     |
| 3ª giornata |                           |     |
| |                           |     |
| 21 set. 1940 | Pubblico Impiego-Borletti | 7-2 |
| 21 set. 1940 | Cattaneo-Novara           | 1-5 |

#### Classifica
|  | Pos. | Squadra          | Pt | G | V | N | S | GF | GS | D   | Note / Qualificazioni |
|  | ---- | ---------------- | -- | - | - | - | - | -- | -- | --- | --------------------- |
|  | 1.   | Pubblico Impiego | 6  | 3 | 3 | 0 | 0 | 31 | 7  | +26 |                       |
|  | 2.   | Borletti         | 4  | 3 | 2 | 0 | 1 | 16 | 9  | +7  |                       |
|  | 3.   | Novara           | 2  | 3 | 1 | 0 | 2 | 9  | 24 | -15 |                       |
|  | 4.   | Cattaneo Genova  | 0  | 3 | 0 | 0 | 3 | 4  | 20 | -16 |                       |

### Girone B

#### Risultati
| 1ª giornata  |                     |     |
|              |                     |     |
| 21 set. 1940 | Monza-Venezia       | 7-1 |
| 21 set. 1940 | DLF Trieste-Bologna | 2-0 |

| 2ª giornata  |                          |     |
|              |                          |     |
| 21 set. 1940 | Magistrato Acque-Bologna | 4-4 |
| 21 set. 1940 | Monza-DLF Trieste        | 3-3 |

| \| 3ª giornata \| \| \| \| \| \| \| \| 21 set. 1940 \| DLF Trieste-Magistrato Acque \| 4-2 \| \| 21 set. 1940 \| Monza-Bologna \| 4-1 \| |                              |     |
| 3ª giornata |                              |     |
| |                              |     |
| 21 set. 1940 | DLF Trieste-Magistrato Acque | 4-2 |
| 21 set. 1940 | Monza-Bologna                | 4-1 |

#### Classifica
|  | Pos. | Squadra          | Pt | G | V | N | S | GF | GS | D   | Note / Qualificazioni |
|  | ---- | ---------------- | -- | - | - | - | - | -- | -- | --- | --------------------- |
|  | 1.   | Civico Monza     | 5  | 3 | 2 | 1 | 0 | 14 | 5  | +9  |                       |
|  | 2.   | DLF Trieste      | 5  | 3 | 2 | 1 | 0 | 9  | 5  | +4  |                       |
|  | 3.   | DLF Bologna      | 1  | 3 | 0 | 1 | 2 | 5  | 10 | -15 |                       |
|  | 4.   | Magistrato Acque | 1  | 3 | 0 | 1 | 2 | 7  | 15 | -8  |                       |

## Fase finale

### Risultati
| 1ª giornata  |                           |     |
|              |                           |     |
| 28 set. 1940 | Civico Monza-DLF Trieste  | 5-4 |
| 28 set. 1940 | Pubblico Impiego-Borletti | 4-2 |

| 2ª giornata  |                               |     |
|              |                               |     |
| 28 set. 1940 | Pubblico Impiego-Civico Monza | 6-2 |
| 28 set. 1940 | DLF Trieste-Borletti          | 4-8 |

| \| 3ª giornata \| \| \| \| \| \| \| \| 6 ott. 1940 \| Pubblico Impiego-DLF Trieste \| 3-0 \| \| 6 ott. 1940 \| Borletti-Civico Monza \| 5-1 \| |                              |     |
| 3ª giornata |                              |     |
| |                              |     |
| 6 ott. 1940 | Pubblico Impiego-DLF Trieste | 3-0 |
| 6 ott. 1940 | Borletti-Civico Monza        | 5-1 |

### Classifica
|  | Pos. | Squadra          | Pt | G | V | N | S | GF | GS | D  | Note / Qualificazioni |
|  | ---- | ---------------- | -- | - | - | - | - | -- | -- | -- | --------------------- |
|  | 1.   | Pubblico Impiego | 6  | 3 | 3 | 0 | 0 | 13 | 4  | +9 |                       |
|  | 2.   | Borletti         | 4  | 3 | 2 | 0 | 1 | 15 | 9  | +6 |                       |
|  | 3.   | Civico Monza     | 2  | 3 | 1 | 0 | 2 | 8  | 15 | -7 |                       |
|  | 4.   | DLF Trieste      | 0  | 3 | 0 | 0 | 3 | 8  | 13 | -5 |                       |

## Verdetti
| Verdetto               | Club                         |
| ---------------------- | ---------------------------- |
| Campione d'Italia 1940 | Pubblico Impiego (9º titolo) |

### Squadra campione
| N° | Naz.              | Ruolo | Sportivo          | Anno | Alt. | Peso |
| -- | ----------------- | ----- | ----------------- | ---- | ---- | ---- |
|    | Italia (bandiera) | E     | Emilio Bertuzzi   | 1916 |      |      |
|    | Italia (bandiera) | E     | Ermanno Bertuzzi  |      |      |      |
|    | Italia (bandiera) | E     | Mario Cergol      | 1911 |      |      |
|    | Italia (bandiera) | E     | De Riz            |      |      |      |
|    | Italia (bandiera) | P     | Oliviero Panicari | 1911 |      |      |
|    | Italia (bandiera) | E     | Giovanni Poser    |      |      |      |
|    | Italia (bandiera) | All.  | Edoardo Germogli  |      |      |      |